# Peggy Cass
Peggy Cass (Boston, 21 de maig de 1924 - Nova York, 8 de març de 1999) va ser una actriu estatunidenca.

## Biografia
Nascuda a Boston, de jove es va traslladar a Nova York, va treballar com a secretària i després com a model. Després d'un llarg període de formació teatral, va aconseguir el paper que ja havia estat de Jan Sterling en una producció en gira de l'obra  Born Yesterday.
Als anys cinquanta el seu treball en el teatre i va permetre obtenir un Premi Tony i un premi Theatre World (ambdós el 1957, mentre que per la seva actuació en la pel·lícula Auntie Mame va obtenir una nominació el 1959 a l'Oscar a la millor actriu secundària i al Globus d'Or a la millor actriu secundària.
Posteriorment va conquistar la fama a la pantalla petita, participant en diversos concursos i programes de televisió. Va morir d'aturada cardíaca als 74 anys.

## Filmografia[3]
- 1951: Search for Tomorrow" (sèrie TV): Nellie Shayne (1986)
- 1952: The Marrying Kind: Emily Bundy
- 1958: La tia Mame (Auntie Mame): Agnes Gooch
- 1961: Gidget Goes Hawaiian: Mitzi Stewart
- 1961: The Hathaways (sèrie TV): Elinore Hathaway
- 1969: Si avui és dimarts, això és Bèlgica (If It's Tuesday, This Must Be Belgium): Edna Ferguson
- 1969: Age of Consent: Nova Yorker's Wife
- 1970: Paddy: Irenee
- 1963: The Doctors (sèrie TV): H. Sweeney (1978-1979)
- 1981: The Leprechaun's Christmas Gold (TV): Faye
- 1983: Breakaway (sèrie TV): Host
- 1984: Cheaters
- 1987: Women in Prison (sèrie TV): Eve Shipley
- 1993: The Emperor's New Clothes: Barmaid
- 1995: Zoya (TV): Mrs. Molloy

## Premis i nominacions

### Nominacions
- 1959: Oscar a la millor actriu secundària per Auntie Mame
- 1959: Globus d'Or a la millor actriu secundària per Auntie Mame